# Polina Rajko
Pelaheja Andrijiwna Rajko (ukrainisch Пелагея Андріївна Райко; * 5. Mai 1928 in Oleschky, Ukrainische SSR, Sowjetunion; † 15. Januar 2004 in Oleschky, Ukraine) war eine ukrainische naive Malerin. Sie begann im Alter von 69 Jahren ihr Haus zu bemalen und schuf in sechs Jahren ein nationales Kulturgut. Sie wurde zu einer Ikone der Volkskunst in der Südukraine. Im Juni 2023 wurde dieses Haus durch eine Überschwemmung zerstört, die auf die Zerstörung des Kachowka-Staudamms während der russischen Invasion in der Ukraine zurückzuführen war.

## Leben und Werk
Rajko hatte drei Schwestern. Als junges Mädchen wurde sie als Kriegsgefangene nach Deutschland verschleppt. Sie kehrte später in die Ukraine zurück und heiratete 1950 im Alter von 22 Jahren Mykola Oleksijowytsch Rajko. Sie und ihr Ehemann bauten ihr eigenes Obst und Gemüse an und arbeiteten als Saisonarbeiter in einer Kolchose. Sie bekam 1951 eine Tochter und 1953 einen Sohn.
Ihr Ehemann war Alkoholiker und starb 1995. Ihre Tochter verstarb 1994 bei einem Verkehrsunfall, ihr Sohn war drogensüchtig, misshandelte sie und wurde 1997 in ein Flüchtlingslager geschickt. Er starb 2002 an Leberzirrhose.
Als ihr Sohn 1997 verhaftet wurde, begann Rajko die Wände ihres Hauses zu bemalen. Sie hatte weder eine Ausbildung noch spezielle Ausrüstung und begann mit Farbe und Pinseln aus einem örtlichen Baumarkt zu malen. Alle neun Zimmer, die Außenwände des Hauses und der Zaun wurden bemalt. Ihr Talent blieb nicht unbemerkt und auch der Künstler und Gründer des Museums für zeitgenössische Kunst in Cherson, Wjatscheslaw Maschnyzkyj, besuchte sie. Maschnyzkyj lernte sie beim „DidTseBaba-Festival“ kennen und es entwickelte sich eine Freundschaft. Er war von ihrem Talent so fasziniert, dass er ihr sogar vorschlug, sein Schlafzimmer zu bemalen. Er brachte ihr Farben sowie Papier mit, damit sie mit verschiedenen Materialien experimentieren konnte. Rajko malte nur sechs Jahre lang. Doch ihr Erbe verbreitete sich in der ganzen Region, von den Fresken in einem Supermarkt in Cherson, die von ihren Werken inspiriert waren, bis hin zu Reisen junger Künstler aus Kiew und anderen Städten in ihre Stadt.
Rajko starb im Winter 2004 im Alter von 75 Jahren und wurde auf dem Friedhof, der wenige Kilometer von ihrem Haus entfernt war, beigesetzt.
Der Sohn ihrer Tochter verkaufte ihr Haus für 5.000 US-Dollar an den Kanadier Andrius Nemickas, der mit seiner ukrainischen Frau in Kiew lebte. Das Gebäude gilt als Nationaldenkmal und wurde durch ein Bundesgesetz zum Schutz des kulturellen Erbes geschützt.
Vertreter des Chersoner Zentrums für kulturelle Entwicklung Totem waren die ersten, die vom Phänomen Rajko und ihrem ungewöhnlichen Haus erfuhren. Sie hatten das Glück, sie persönlich kennenzulernen. 2005 veröffentlichte diese Künstlergruppe einen Katalog mit den Gemälden von Rajko. Sie retteten das Haus vor der Zerstörung.
Nach dem Tod der Künstlerin gründete der Künstler Wjatscheslaw Maschnyzkyj 2005 die Rayko Charitable Foundation, um ihre Arbeit bekannt zu machen und andere Künstler zu unterstützen. Im selben Jahr veranstaltete Jelena Afanasjewa das jährliche Kunstfestival Terra Futura auf dem Anwesen. 2006 wurde auf Initiative des Kiewer Künstlers Borys Jeghiasarjan der Dokumentarfilm Paradise (Autorin: Nadia Koschman) über ihr Haus gedreht. Auch in der Lokalpresse gab es zahlreiche Veröffentlichungen über das Haus. Der Ruhm des ungewöhnlichen Hauses verbreitete sich und im Laufe all dieser Jahre wurde das Haus des Künstlers von vielen Gästen aus verschiedenen Teilen der Ukraine und der Welt besucht.
Auch in Kiew erregten Rajko und ihr Haus mit Fresken Aufmerksamkeit. Im Rahmen des Projekts Your Space über Künstlerinnen wurde 2018 ihr Zimmer in einem der Säle der Kunstgalerie PinchukArtCentre nachgebaut. Die verwendeten Fototapeten zeigten originalgetreuen Abbildungen ihrer Zeichnungen.
Als die Russen im Juni 2023 den Kachowka-Staudamm sprengten, wurde ihr Haus überflutet und mitsamt den Werken zerstört. Ihre Kunst wird im „Ukrainischen Haus“ in Kiew ausgestellt, und es können nur Fotos ihrer Bilder gezeigt werden.
Vom 18. bis 28. November 2024 fand in Mailand die Ausstellung Colori Spenti (Verblasste Farben) statt, wo sie eine der Künstlerinnen war. Die Ausstellung wurde vom Ukrainischen Institut in Zusammenarbeit mit der italienischen Online-Zeitung Linkiesta und mit Unterstützung der Botschaft der Ukraine in der Republik Italien und des Generalkonsulats der Ukraine in Mailand organisiert.